# بروس هيرد
بروس هيرد (بالفرنسية: Bruce Heard)‏ هو مؤلف لعب ‏ فرنسي، ولد في 9 مارس 1957 في نيس في فرنسا.